# Turbo51
Turbo51 — компилятор для языка программирования Pascal, для семейства микроконтроллеров Intel MCS-51 (8051).
Он имеет синтаксис Borland Turbo Pascal 7, в том числе, поддерживает объектно-ориентированное программирование. Компилятор написан на языке Object Pascal и разработан на Delphi.
В 1980 году Intel представила 8051 как первый член семейства процессоров MCS-51. Сегодня десятки предприятий производят сотни разновидностей указанного семейства микроконтроллеров со множеством изменений и добавлений, расширяющих возможности семейства. Поэтому архитектура микроконтроллеров по-прежнему вызывает интерес у профессионалов и любителей. Для микроконтроллеров MCS-51 существует множество С-компиляторов, но совсем немного компиляторов Pascal.
Turbo51 создавался как бесплатный компилятор, который работает так же быстро, как Turbo Pascal, использует тот же синтаксис и генерирует высококачественный оптимизированный код.
Автор компилятора — Игорь Фуна, Словения.

## Диалект языка
Turbo51 использует диалект языка Borland Turbo Pascal 7. Синтаксис был расширен некоторыми конструкциями для поддержки особенностей микроконтроллеров MCS-51.
```
Var
   
RS485_TX
:
 
Boolean
 
absolute
 
P3
.
2
;

      
I2C
.
SDA
:
   
Boolean
 
absolute
 
P3
.
7
;

      
I2C
.
SCL
:
   
Boolean
 
absolute
 
P3
.
4
;

      
EEPROM_Data
:
    
TEEPROM_Data
 
XDATA
 
absolute
 
0
;

      
ModuleAddress
:
  
Byte
;

      
RX_LedTimer
:
    
Byte
;

      
TX_LedTimer
:
    
Byte
;

      
SavedOutput
:
    
TOutputData
 
IDATA
;

      
OutputsAuxData
:
 
Array
 
[
1
..
8
]
 
of
 
Byte
 
IDATA
;

```

## Особенности
- Консольное приложение Win32
- Быстрый однопроходный оптимизирующий компилятор
- Синтаксис Borland Turbo Pascal 7
- Полная поддержка плавающей точки
- Смешанное программирование на Pascal и ассемблере
- Полное использование банков регистров
- Расширенный многопроходный оптимизатор
- «Умный» компоновщик
- Генерирует компактный высококачественный код
- Форматы выходных файлов: Binary, Intel HEX, OMF51

## Пример программы «Hello World»
Исходный текст программы:
```
Program
 
HelloWorld
;

Const

 
Osc
      
=
 
22118400
;

 
BaudRate
 
=
 
19200
;

 
BaudRateTimerValue
 
=
 
Byte
 
(
-
 
Osc
 
div
 
12
 
div
 
32
 
div
 
BaudRate
)
;

Var
 
SerialPort
:
 
Text
;

Procedure
 
WriteToSerialPort
;
 
Assembler
;

Asm

  
CLR
   
TI

  
MOV
   
SBUF
,
 
A

@
WaitLoop
:

  
JNB
   
TI
,
 
@
WaitLoop

end
;

Procedure
 
Init
;

begin

  
TL1
  
:=
 
BaudRateTimerValue
;

  
TH1
  
:=
 
BaudRateTimerValue
;

  
TMOD
 
:=
 
%
00100001
;
    
{ Timer1: no GATE, 8 bit timer, autoreload }

  
SCON
 
:=
 
%
01010000
;
    
{ Serial Mode 1, Enable Reception }

  
TI
   
:=
 
True
;
         
{ Indicate TX ready }

  
TR1
  
:=
 
True
;
         
{ Enable timer 1 }

  
Assign
 
(
SerialPort
,
 
WriteToSerialPort
)
;

end
;

begin

  
Init
;

  
Writeln
 
(
SerialPort
,
 
'Hello world!'
)
;

end
.

```

Текст откомпилированной программы на ассемблере:
```
; Turbo51 version 0.1.3.10, Copyright 2000 - 2011 Igor Funa

$REGISTERBANK
 
(
0
)

_CODE
         
SEGMENT
  
CODE

_CONST
        
SEGMENT
  
CODE

_DATA
         
SEGMENT
  
DATA

              
EXTRN
    
DATA
  
(
CurrentIO
)

              
EXTRN
    
IDATA
 
(
StackStart
)

              
EXTRN
    
CODE
  
(
sysWriteStr_CODE
)

              
EXTRN
    
CODE
  
(
sysWriteLine
)

; Program HelloWorld;

; 

; Const

RSEG
 
_CONST

;  Osc      = 22118400;

;  BaudRate = 19200;

; 

;  BaudRateTimerValue = Byte (- Osc div 12 div 32 div BaudRate);

; 

; Var SerialPort: Text;

RSEG
 
_DATA

SerialPort:
                     
DS
       
4

; 

; Procedure WriteToSerialPort; Assembler;

RSEG
 
_CODE

USING
 
0

WriteToSerialPort:

; Asm

;   CLR   TI

              
CLR
       
SCON.1

;   MOV   SBUF, A

              
MOV
       
SBUF
,
 
A

; @WaitLoop:

L_001D:

;   JNB   TI, @WaitLoop

              
JNB
       
SCON.1
,
 
L_001D

; end;

              
RET

; 

; Procedure Init;

Init:

; begin

;   TL1  := BaudRateTimerValue;

              
MOV
       
TL1
,
 
#$FD

;   TH1  := BaudRateTimerValue;

              
MOV
       
TH1
,
 
#$FD

;   TMOD := %00100001;    { Timer1: no GATE, 8 bit timer, autoreload }

              
MOV
       
TMOD
,
 
#$21

;   SCON := %01010000;    { Serial Mode 1, Enable Reception }

              
MOV
       
SCON
,
 
#$50

;   TI   := True;         { Indicate TX ready }

              
SETB
      
SCON.1

;   TR1  := True;         { Enable timer 1 }

              
SETB
      
TCON.6

; 

;   Assign (SerialPort, WriteToSerialPort);

              
MOV
       
SerialPort
,
 
#LOW  (WriteToSerialPort)

              
MOV
       
SerialPort
+
1
,
 
#HIGH (WriteToSerialPort)

; end;

              
RET

RSEG
 
_CONST

C_0071:
                         
DB
        
12
,
 
'
Hello
 
world
!
'

CSEG
 
AT
 
$0000

HelloWorld:

; 

; begin

              
MOV
       
SP
,
 
#StackStart-1

;   Init;

              
LCALL
     
Init

;   Writeln (SerialPort, 'Hello world!');

              
MOV
       
CurrentIO
,
 
SerialPort

              
MOV
       
CurrentIO
+
1
,
 
SerialPort
+
1

              
MOV
       
DPTR
,
 
#C_0071

              
MOV
       
R6
,
 
#0

              
LCALL
     
sysWriteStr_CODE

              
LCALL
     
sysWriteLine

; end.

L_0017:

              
SJMP
      
L_0017

              
END

```

## Интегрированная среда разработки

### MC-51
Интегрированная среда разработки для микроконтроллеров 8051.
MC-51 содержит:
- Текстовый редактор с подсветкой синтаксиса для создания исходных текстов программ на ассемблере и Паскале;
- Интерфейс к Turbo51 для компилирования с Паскаля;
- Интерфейс к ASEMW для ассемблирования;
- Комплексный симулятор и отладчик для всех основных функций, включая таймеры и последовательный интерфейс;
- Терминальное окно для общения с монитором программы в микроконтроллере и загрузки программ в память микроконтроллера в формате Intel Hex;
- Модуль флэш-программирования микроконтроллеров Atmel AT89S8252/53 через последовательный интерфейс.

Для компиляции исходных файлов MC-51 использует вызов командной строки программы (ASEMW или Turbo51) с адекватными параметрами. При нажатии на сообщение об ошибке редактор позволяет непосредственно перейти к строке, содержащей ошибку. Встроенный текстовый редактор использует компоненты с открытым исходным кодом SynEdit. Кроме того, многие расширенные функции редактора SynEdit поддерживают подсветку синтаксиса конкретного исходного кода. Многие из этих возможностей могут быть настроены индивидуально пользователем.
МС-51 включает в себя также симулятор/отладчик. С его помощью можно отслеживать выполнение программы без каких-либо аппаратных средств.